# ترک حلوا
ترک حلوا یا ترک ماه رمضان، یکی از شیرینی‌های محلی در استان گیلان است. مواد این حلوا را برنج یا نشاستهٔ گندم، شکر، کره، گلاب و  مغز هل کوبیده تشکیل می‌دهد. برای تهیه این حلوا برنج را چند بار آب‌شویی کرده و بدون نمک یک شب آن را خیس می‌کنند بعد در نمکیار چند بار سائیده شده تا نرم شود در شمال این نوع آماده کردن برنج را «فشکل» می‌نامند.